# Ortholepis cretaciella
Ortholepis cretaciella är en fjärilsart som beskrevs av Joannis 1927. Ortholepis cretaciella ingår i släktet Ortholepis och familjen mott. Inga underarter finns listade i Catalogue of Life.